# PPK (グループ)
PPK（ロシア語：ППК）は、ロシア連邦のトランス系の音楽グループである。
PPKは、1998年にロストフ・ナ・ドヌにて結成。ソビエト連邦崩壊以降、最初に国際的なヒット曲を出したことで知られており、
2001年にリリースされたシングル曲「ResuRection」は、全英シングルチャートで、第3位を記録するなど、西欧諸国に大きな存在感を示した。
後に、PPKは、 t.A.T.u.にも協力した。

## ディスコグラフィ

### アルバム
- "Feel Insomnia"（1998）
- "Russian Trance: Formation"（2002）
- "Reload"（2002）

### シングル
- "21 Century"（1999）
- "I Have a Dream"（2001）
- "Hey DJ"（2001）
- "ResuRection"（2001）
- "Reload"（2002）